# Christian Mayer (sciatore)
Christian Mayer (Villaco, 19 gennaio 1972) è un ex sciatore alpino austriaco.
Riuscì in carriera ad aggiudicarsi la Coppa del Mondo di slalom gigante nel 1994 e sette successi in Coppa del Mondo; vinse anche due medaglie di bronzo ai Giochi olimpici invernali e una, sempre di bronzo, ai Campionati mondiali.

## Biografia

### Stagioni 1990-1998
Mayer, sciatore polivalente originario di Finkenstein am Faaker See che eccelleva in particolare nello slalom gigante, debuttò in campo internazionale in occasione dei Mondiali juniores di Zinal 1990; l'anno dopo, nella rassegna iridata giovanile di Geilo/Hemsedal, vinse la medaglia d'argento nel supergigante e quella di bronzo nella combinata. Ottenne il primo piazzamento di rilievo in Coppa del Mondo nello slalom gigante dell'Alta Badia del 15 dicembre 1991 (9º) e nel prosieguo della stagione esordì ai Giochi olimpici invernali: ad Albertville 1992 fu 12º nello slalom gigante, l'unica gara cui prese parte.
Il 13 dicembre 1993 a Val-d'Isère conquistò in slalom gigante la prima vittoria in Coppa del Mondo, nonché primo podio; in seguito vinse la medaglia di bronzo nello slalom gigante ai XVII Giochi olimpici invernali di Lillehammer 1994, dove invece non completò la prova di combinata, e a fine stagione si aggiudicò la Coppa del Mondo di slalom gigante, superando di 2 punti il norvegese Kjetil André Aamodt.
Ai Mondiali della Sierra Nevada 1996 fu 6º nello slalom gigante e 9º nello slalom speciale mentre l'anno dopo, nella rassegna iridata di Sestriere, si classificò 10º nel supergigante e 4º nella combinata. Nella stagione 1997-1998, dopo aver vinto due classici slalom giganti di Coppa del Mondo (sulla Gran Risa dell'Alta Badia il 21 dicembre e sulla Podkoren di Kranjska Gora il 3 gennaio), disputò le sue ultime Olimpiadi: a Nagano 1998 si aggiudicò la medaglia di bronzo nella combinata e si piazzò 9º nello slalom gigante e 5º nello slalom speciale.

### Stagioni 1999-2006
Ai Mondiali di Vail/Beaver Creek 1999 vinse la sua unica medaglia iridata in carriera, il bronzo nello slalom speciale, e si piazzò 8º nello slalom gigante e 4º nella combinata. Nella successiva stagione 1999-2000 in Coppa del Mondo, dopo essersi imposto in tre gare (tra le quali gli slalom giganti di Kranjska Gora, per la seconda volta in carriera, l'8 marzo e di Hinterstoder l'11 marzo, suo ultimo successo nel circuito), risultò 2º nella classifica di slalom gigante a 3 punti dal vincitore, il suo connazionale Hermann Maier.
Il 4 gennaio 2003 salì per l'ultima volta sul podio in Coppa del Mondo, ancora nello slalom gigante della Podkoren di Kranjska Gora (2º), e il 12 febbraio successivo si congedò dai Campionati mondiali con il 14º posto ottenuto nello slalom gigante della rassegna iridata di Sankt Moritz. La sua ultima gara in carriera fu lo slalom gigante di Coppa del Mondo disputato a Kranjska Gora il 21 dicembre 2005, che chiuse al 23º posto.

## Palmarès

### Olimpiadi
- 2 medaglie:
  - 2 bronzi (slalom gigante a Lillehammer 1994; combinata a Nagano 1998)

### Mondiali
- 1 medaglia:
  - 1 bronzo (slalom speciale a Vail/Beaver Creek 1999)

### Mondiali juniores
- 2 medaglie:
  - 1 argento (supergigante a Geilo/Hemsedal 1991)
  - 1 bronzo (combinata a Geilo/Hemsedal 1991)

### Coppa del Mondo
- Miglior piazzamento in classifica generale: 7º nel 1999
- Vincitore dalla Coppa del Mondo di slalom gigante nel 1994
- 23 podi (3 in supergigante, 18 in slalom gigante, 2 in slalom speciale):
  - 7 vittorie (1 in supergigante, 6 in slalom gigante)
  - 11 secondi posti
  - 5 terzi posti

#### Coppa del Mondo - vittorie
| Data             | Località             | Paese    | Specialità |
| ---------------- | -------------------- | -------- | ---------- |
| 13 dicembre 1993 | Val-d'Isère          | Francia  | GS         |
| 21 dicembre 1997 | Alta Badia           | Italia   | GS         |
| 3 gennaio 1998   | Kranjska Gora        | Slovenia | GS         |
| 11 marzo 1999    | Sierra Nevada        | Spagna   | SG         |
| 22 dicembre 1999 | Saalbach-Hinterglemm | Austria  | GS         |
| 8 marzo 2000     | Kranjska Gora        | Slovenia | GS         |
| 11 marzo 2000    | Hinterstoder         | Austria  | GS         |

Legenda:

SG = supergigante

GS = slalom gigante

### Campionati austriaci
- 4 medaglie[1]:
  - 2 ori (slalom gigante, combinata nel 1992)
  - 1 argento (slalom gigante nel 1996)
  - 1 bronzo (slalom gigante nel 1991)

### Campionati austriaci juniores
- 4 medaglie[1]:
  - 2 ori (slalom speciale nel 1990; slalom gigante nel 1991)
  - 1 argento (combinata nel 1990)
  - 1 bronzo (discesa libera nel 1991)